# 루쿨루스의 정원

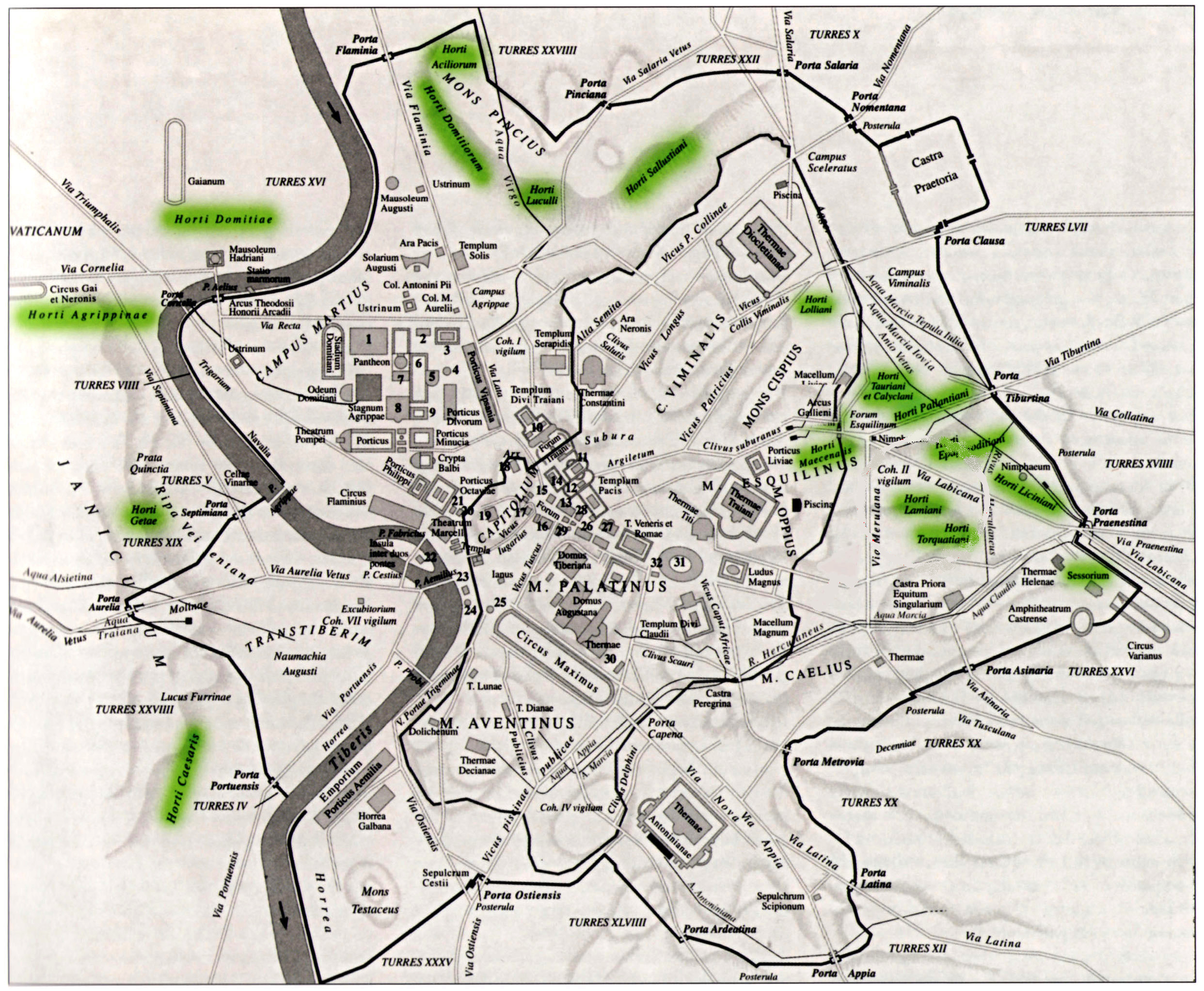
고대 로마의 호르티

루쿨루스의 정원(라틴어: Horti Lucullani, 호르티 루쿨라니)는 로마 외곽 핀키아 언덕에 위치한 고대 로마의 빌라 (별장) 부지였다. 기원전 60년경 루키우스 리키니우스 루쿨루스의 주도로 세워졌다.
오늘날 이곳은 로마 중심부 스페인 계단 위의 빌라 보르게세 정원 부지에 해당되며, 69,000m²에 달하는 면적이 녹지로 남아 있다.

## 역사

### 배경

《포르마 우르비스 로마이》 (Forma Urbis Romae) Lanciani)에 실린 도면

루키우스 리키니우스 루쿨루스는 공화정 말기 로마의 장군으로 동방 원정의 선봉장에 섰다. 당시 루쿨루스는 아나톨리아의 사트라프 정원과 메소포타미아, 페르시아의 정원을 둘러보며 페르시아 정원 양식으로부터 직접 영향을 받은 것으로 보인다. 플루타르코스는 "루쿨루스는 토로스 산맥을 넘어 군대를 이끌고 티그리스강을 건너 아시아의 왕궁을 점령하고 불태운 최초의 로마인이었다. 북쪽으로 파시스강까지, 동쪽으로 메디아까지, 남쪽으로 홍해까지 아라비아 왕국들을 점령하여 자신의 것으로 만들었다"고 기록한다. 이는 곧 루쿨루스가 정원을 조성할 때 채택한 화려한 양식이 페르시아 지역으로부터 유래했다는 사실을 로마인들도 알고 있었음을 드러낸다.
루쿨루스는 은퇴 후 투스쿨룸 (오늘날 나폴리 인근 프라스카티)의 언덕에 시골 별장을 세웠는데 이때부터 호화로운 정원을 꾸며놓았다는 기록이 남아 있다. 플루타르코스의 《루쿨루스》편 제37장에서는 "루쿨루스가 야만인들의 전리품으로 나폴리에 바다가 내려다보이는 방과 회랑을 지었다"고 기록하고 있으며, 플리니우스는 루쿨루스가 나폴리 사유지에 있던 산에 수로를 뚫어 바닷물이 흘러들어오도록 만들었다고 기록하고 있다. 이는 당대 로마인의 눈에도 별난 취미인 동시에, 그리스-페르시아 전쟁 당시 페르시아 황제가 아토스산의 지협을 수로로 뚫은 일화를 연상케 했기에, 폼페이우스는 루쿨루스에게 "로마의 크세르크세스"라는 별명을 붙이며 놀렸고, 투베로는 " 토가 입은 크세르크세스"라고 불렀다.
이러한 루쿨루스의 사치에 대해 '루쿨루스 향연' (Lucullan feast)이란 속담이 영어에 남을 정도였지만, 단순히 사치만 부린 것이 아니라 도서관을 만들어 학자들에게 개방하고, 직접 글을 쓰며 작가들을 후원하기도 하였다. 루쿨루스의 정원에도 예술작품, 특히 고대 그리스 조각들, 옛 거장들의 원본과 복제품이 가득하였으며 오늘날 고대 로마의 조각품은 루쿨루스 별장에서 출토된 것도 적지 않다.

### 정원 조성과 그 이후
기원전 60년 루쿨루스는 수도 로마에 별장과 정원을 조성하기 시작하였다. 이 정원 조원술 (정원 가꾸는 기술)의 역사에서 빼놓을 수 없는 정원으로도 꼽힌다. 정원의 위치는 프론티누스의 기록이 남아 있는데, 아쿠아 비르고가 지하도관에서 나와 마르티우스 캄푸스를 가로지르는 아치구조물을 통과하는 지점에 자리해 있었다고 전해진다.
기원전 63년 미트리다테스와의 전투에서 승리하여 막대한 전리품을 얻은 덕에 광대한 규모로 지어지게 되었다. 루쿨루스 사후 이곳의 별장은 발레리우스 아시아티쿠스의 소유가 되었으며, 부지 자체가 국유지로 편입되어 퀴리날레 언덕 인근의 호르티 살루스티아니와 연결되었다. 발레리우스는 로마 황제 클라우디우스의 황후 메살리나로부터 자결을 강요당했는데, 메살리나 본인 역시 이곳에서 살해당했다.
오늘날 헤르치아나 도서관 부지에서 실시된 발굴조사에서 로마 공화정 시대의 건물 정면부가 발견되었는데, 별장의 한 건물로서 주랑현관을 마주하는 부위에 해당되었을 것으로 추정되었다. 이곳에서 그물 형태의 테세라 마감장식과 건축물과 동상을 묘사한 모자이크 장식이 발견되었다. 스파냐 광장에 있는 메디오방카 궁전 안뜰에서도 주차장 건설을 위해 발굴조사가 실시되었는데, 루쿨루스 별장의 옹벽 부분이 발견되었으며, 별장의 경사면을 따라 내려오는 빗물을 모으는 공간이었던 것으로 추정된다.
16세기에는 교황 율리오 2세의 딸인 펠리체 델라 로베레 (Felice della Rovere)의 소유지로 남았다. 오늘날 빌라 보르게세에 일부분이 걸쳐 있는데 서기 160년~165년경에는 포도밭에 해당되었던 구역이다.

## 같이 보기
- 고대 로마의 정원

## 참고자료
- Conventi, A et al., "SEM-EDS analysis of ancient gold leaf glass mosaic tesserae. A contribution to the dating of the materials", OP Conference Series: Materials Science and Engineering Volume 32 conference 1, 2012, A Conventi, E Neri, and M Verità. IOP Conf. Ser.: Mater. Sci. Eng. 32 012007 doi:10.1088/1757-899X/32/1/012007, paper online
- von Stackelberg, Katharine T.  "Performative Space and Garden Transgressions in Tacitus' Death of Messalina," American Journal of Philology 130.4 (2009) 595–624.